# Daniela Guzmán
Daniela Guzmán là một ca sĩ và nhà soạn nhạc người Ecuador đến từ Guayaquil.

## Sự nghiệp
Cô đã được ký hợp đồng với nhãn Universal Music Latin từ năm 2006 đến 2008, và đến năm 2008, cô đã thu âm độc lập. Năm 2006, cô ký hợp đồng với BMG với tư cách là nhà soạn nhạc. Guzmán rời Ecuador đến Miami năm 2000; đến năm 2008, cô tiếp tục cư trú ở đó.